# Wola Zadybska (gromada)
Wola Zadybska – dawna gromada, czyli najmniejsza jednostka podziału terytorialnego Polskiej Rzeczypospolitej Ludowej w latach 1954–1972.
Gromady, z gromadzkimi radami narodowymi (GRN) jako organami władzy najniższego stopnia na wsi, funkcjonowały od reformy reorganizującej administrację wiejską przeprowadzonej jesienią 1954 do momentu ich zniesienia z dniem 1 stycznia 1973, tym samym wypierając organizację gminną w latach 1954–1972.
Gromadę Wola Zadybska z siedzibą GRN w Woli Zadybskiej utworzono – jako jedną z 8759 gromad na obszarze Polski – w powiecie garwolińskim w woj. warszawskim, na mocy uchwały nr VI/10/2/54 WRN w Warszawie z dnia 5 października 1954. W skład jednostki weszły obszary dotychczasowych gromad Budziska, Derlatka, Ochodne, Rybaki i Wola Zadybska, ponadto wieś Borucicha z dotychczasowej gromady Borucicha oraz wieś Kąty z dotychczasowej gromady Kurzelaty, ze zniesionej gminy Kłoczew w tymże powiecie. Dla gromady ustalono 15 członków gromadzkiej rady narodowej.
1 stycznia 1956 gromada weszła w skład nowo utworzonego powiatu ryckiego w tymże województwie.
31 grudnia 1961 do gromady Wola Zadybska włączono wsie Nowe Zadybie i Wygranka ze zniesionej gromady Zadybie Stare w tymże powiecie.
Gromada przetrwała do końca 1972 roku, czyli do kolejnej reformy gminnej.